# Prange
Prange – wieś położona w estońskiej gminie Otepää.
Według spisu ludności z 2021 roku wieś Prange miała 23 mieszkańców.

## Historia
Prange do 20 października 2017 była częścią gminy Puka.